# Pangani (huyện)
Pangani là một huyện thuộc vùng Tanga, Tanzania. Thủ phủ của huyện Pangani đóng tại Pangani Magharibi. Huyện Pangani có diện tích 1019 ki lô mét vuông. Đến thời điểm điều tra dân số ngày 25 tháng 8 năm 2002, huyện Pangani có dân số 43920 người.